# Eckhaus (Riga)

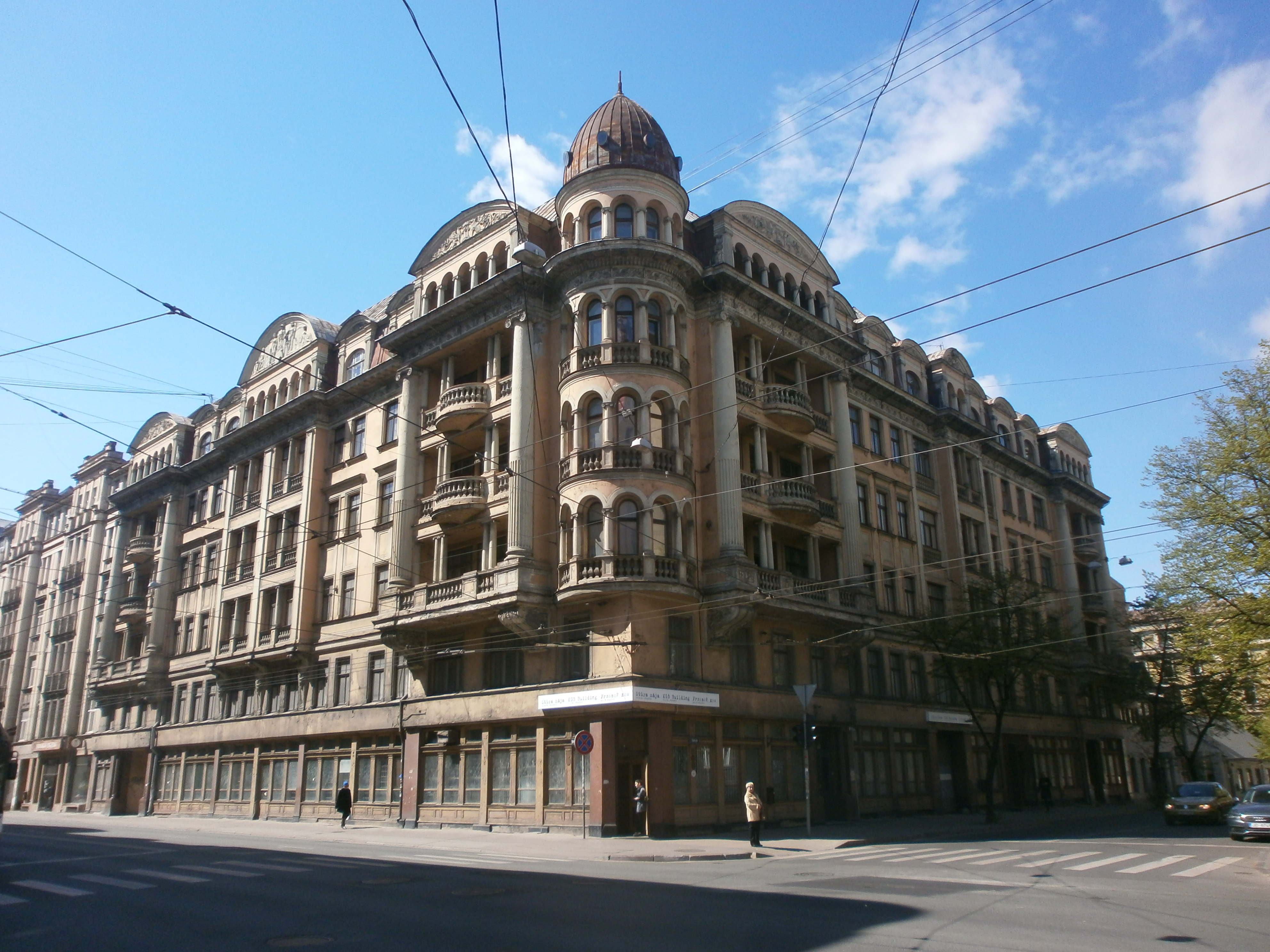
Eckhaus vor seiner Renovierung 2014

Das im Volksmund als Eckhaus (lettisch Stura maja) bekannte Gebäude befindet sich im Stadtzentrum Rigas. Es gilt als historisches Denkmal nationaler Bedeutung und war von 1940 bis 1941, sowie 1944 bis 1991 das Hauptquartier des Volkskommissariats für innere Angelegenheiten (NKWD), beziehungsweise ab 1954 des KGB in Riga.
Die Adresse des Hauses lautet Brivibas iela 61 (Brvibas-Straße).

## Geschichte

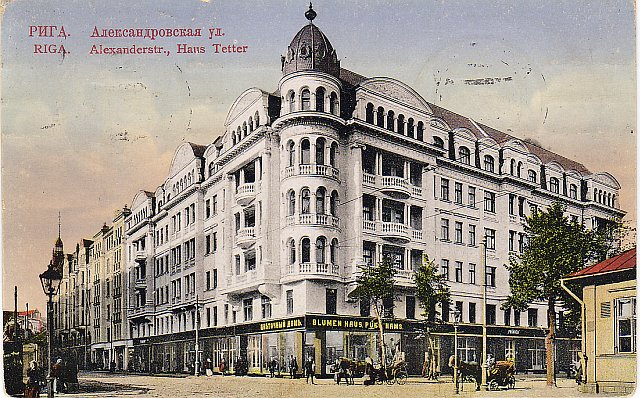
Das Eckhaus auf einer Postkarte

Das Eckhaus wurde zu Beginn des 20. Jahrhunderts vom lettischen Architekten Aleksandrs Vanags entworfen. 1910 begann die Errichtung des neoklassizistischen Jugendstilbaus, der sechsstöckig ist und eine Gesamtfläche von 8500 Quadratmetern haben soll. Nach der Fertigstellung 1912 zogen einige Geschäft in das neue Gebäude, darunter ein Buchladen, Lebensmittelgeschäfte und eine Apotheke. Des Weiteren wurde ab 1912 ebenso die kaiserlich-russische Musikgesellschaft darin untergebracht. In der Zeit der 1. Republik befand sich im Eckhaus das lettische Innenministerium.
Bereits kurz nach der sowjetischen Besetzung Lettlands im Juni 1940 quartierte sich der NKWD in den Räumlichkeiten des früheren Innenministeriums ein und übernahm die Amtsgeschäfte. In dem Gebäude wurden daraufhin Zellen für politische Gefangene errichtet und die Deportation führender lettischer Persönlichkeiten in Politik, Wirtschaft und Kultur, sowie die Internierung von Widerstandsgruppierungen geplant. Den Höhepunkt der Repressionen während der ersten sowjetischen Okkupation Lettlands durch den NKWD stellt die in der Nacht von 13. auf 14. Juni 1941 erfolgte Massendeportation dar. Dabei wurden 15.424 Menschen nach Sibirien deportiert.
Nach dem Einmarsch der nationalsozialistischen Truppen in Riga am 1. Juli 1941 wurden einige Leichen erschossener Gefangener im Eckhaus gefunden. Die Nationalsozialisten instrumentalisierten daraufhin den Fund der Leichen sowie die Aufarbeitung der Sowjetrepressionen für propagandistische Zwecke. In der Zeit der nationalsozialistischen Okkupation Lettlands bezog die Landesselbstverwaltung die Räumlichkeiten im Eckhaus.
Nach 1991 wurde das Eckhaus bis 2008 von der lettischen Polizei genutzt. Im Zuge der Ernennung Rigas zur Europäischen Kulturhauptstadt 2014 wurde die Gefängniszellen erstmals öffentlich zugänglich gemacht. Heute betreibt das Lettische Okkupationsmuseum eine Ausstellung zum KGB in Lettland im Eckhaus und gibt Führungen durch den Zellblock.